# Josep de Cortada i de Bru
Josep de Cortada i de Bru (Barcelona, 1683 - ? 1761) fou un polític, escriptor i aristòcrata català, baró de Maldà i Maldanell.

## Biografia
Fill de Rafael de Cortada i de Cabanyes, baró de Maldà i Maldanell, qui va donar suport al rei Felip V d'Espanya en la Guerra de Successió Espanyola. Com a recompensa el nou rei el nomenà capità del Regiment del Rosselló i el 1717 Agutzil Major de Catalunya. Es casà amb Teresa de Santjust de Vallgornera-Pagès i de Planella, senyora d'Albons, amb la que tindria una filla, Maria Teresa de Cortada i Santjust de Vallgornera-Pagès, que es casaria el 18 de maig de 1745, amb Antoni d'Amat i de Junyent (mort el 1780), cavaller de l'orde de Sant Joan i coronel de dragons d'infanteria, fill dels primers marquesos de Castellbell. Van tenir com a fill Rafael d'Amat i de Cortada, cinquè i més conegut baró de Maldà i Maldanell.
Com a escriptor, el 1703 va presentar un romanç històric a l'Acadèmia Desconfiada, de la qual era membre, exhortant a nuestro adorado monarca Felip V perquè imités el seu avantpassat Lluís XIV de França.

## Obres
- Beatam Virginem Mariam in primo suae animationis instanti ab stygiis furiis victoriam reportantem (1696)